# Río de las Uces
El río de las Uces (en ocasiones denominado simplemente río Uces) es un río de España afluente del Duero por su margen izquierda, en la provincia de Salamanca, comunidad autónoma de Castilla y León.

## Recorrido

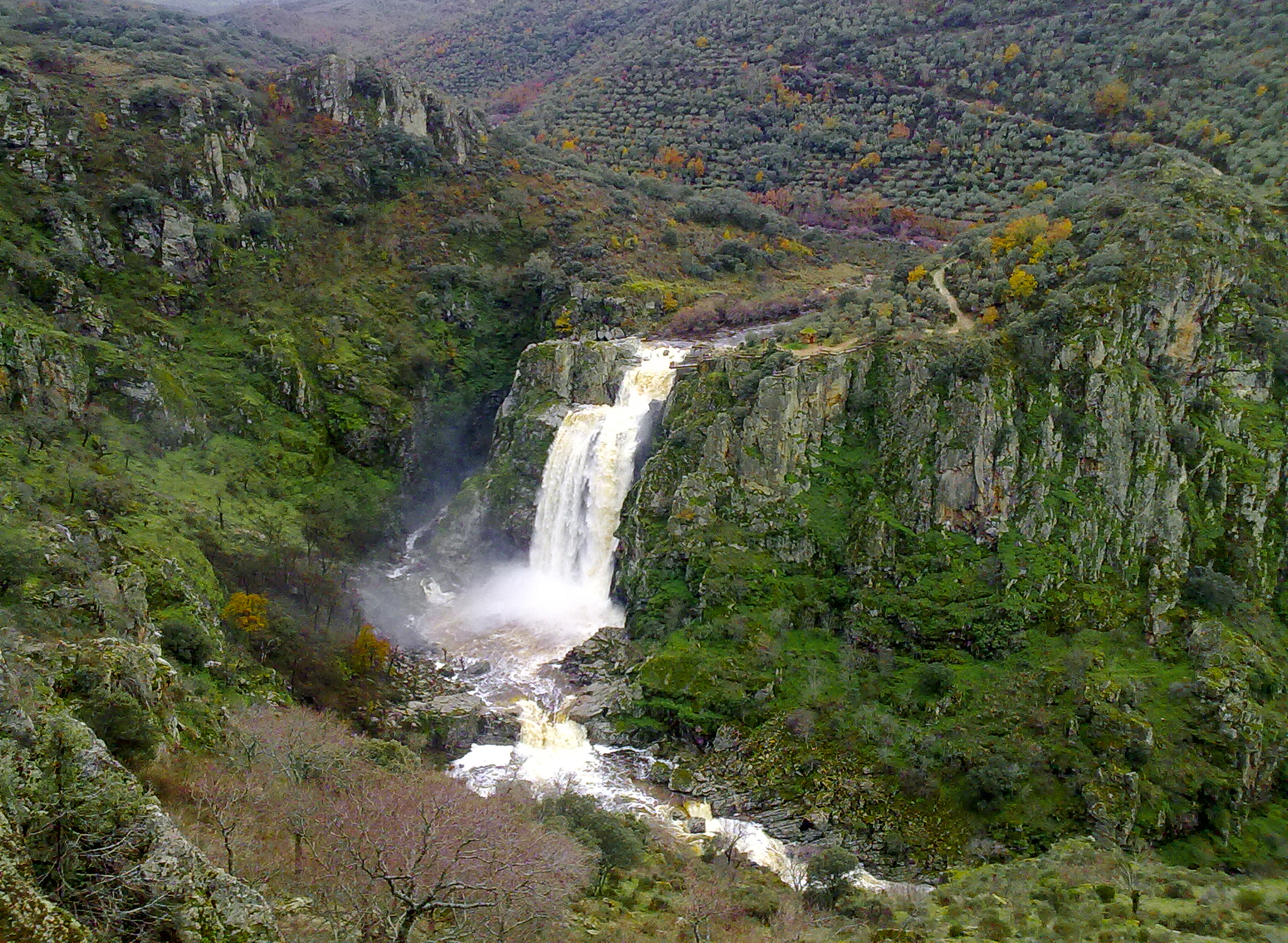
Pozo de los Humos

Nace en la unión de la Rivera de Sachón y la Rivera Grande o de Santa Catalina, en la localidad de Las Uces, a la cual da nombre, y desemboca en el río Duero entre los términos municipales de Masueco y Pereña de la Ribera.
Además pasa por los términos municipales de Valsalabroso, Valderrodrigo, Cabeza del Caballo, El Milano, La Zarza de Pumareda, Masueco, La Peña y Pereña de la Ribera.

### Cascadas
Especialmente llamativos son los saltos de agua que produce el río de las Uces en la zona conocida como «Las Cachoneras».
Poco después se despeña dando lugar al Pozo de los Humos, una de las cascadas más importantes de la región y que se forma por el contacto de dos tipos de rocas: un granito y unas pizarras.